# Ekonom
En ekonom är en person med kunskaper och i regel utbildning inom ekonomi. Riksbanken utser varje år en framstående ekonom till mottagare av Sveriges Riksbanks pris i ekonomisk vetenskap till Alfred Nobels minne, ofta kallat "Nobelpriset" i ekonomi.

## Utbildning
Gymnasieskolan utbildar gymnasieekonomer.
Inom högskola och universitet utbildas ekonomer, i Sverige med examina ekonomie kandidat och ekonomie magister. Dessa examina är i regel inriktade mot företagsekonomi, nationalekonomi, eller ekonomisk historia samt statistik.
I Sverige är populära lärosäten Handelshögskolan i Stockholm, Handelshögskolan i Göteborg, Stockholms universitet, Uppsala universitet och Lunds universitet. Till de internationellt framstående ekonomutbildningarna räknas exempelvis de som ges vid INSEAD, London School of Economics, IMD, Harvard och Stanford.

## Yrke
Civilekonom är den vanligaste svenska yrkestiteln för personer med högskole- eller universitetsexamen i ekonomi.
Ekonomer kan vara anställda antingen hos företag eller andra administrativa organisationer som har ett kontinuerligt behov av ekonomihantering, uppföljning och analys, eller så kan de vara anställda av ekonomifirmor som hanterar detta åt andra organisationer (klientorganisationer).
Ekonomer organiseras fackligt i Sverige av Akavia (före 2020 Civilekonomerna och Jusek), Vision och Akademikerförbundet SSR.
Redovisningsekonom är en ekonom med inriktning mot bokföring och ekonomisk redovisning medan en controller är mer inriktad mot verksamhetsstyrning. Inte sällan är controller även ekonomichef.